# Rico Vonck
Rico Vonck (Roermond, 12 maart 1987), bijgenaamd Sparky, is een Nederlandse darter uit Posterholt.
Vonck verdient zijn geld als ontwerper. Hij kwalificeerde zich voor de Ladbrokes World Darts Championship van 2007 door als tweede te eindigen in de ranglijst van de Nederlandse Darts Bond. Michael van Gerwen eindigde als eerste, maar hij besloot deel te nemen aan de BDO-versie van het Wereldkampioenschap, hierdoor kon Vonck als nummer twee deelnemen.
Vonck was 19 jaar oud toen hij zich kwalificeerde voor de Ladbrokes World Darts Championship. Tijdens de wereldkampioenschappen waar hij aan deelnam werd hij in de derde ronde, na overwinningen op de Engelsman Mark Walsh (3-0) en Canadees Brian Cyr (4-2), door Raymond van Barneveld uitgeschakeld met 4-0.

## Resultaten op Wereldkampioenschappen

### PDC
- 2007: Laatste 16 (verloren van Raymond van Barneveld met 0-4)